# Палац Тишкевичів (Плужне)
Палац Тишкевичів — втрачена пам'ятка резиденційної архітектури графів Тишкевичів другої половини ХІХ століття, що розташовувалася в селі Плужне Острозького повіту Волинської губернії. Знищена в 1919 році під час нападу на село більшовицьких загонів.

## Історія і опис

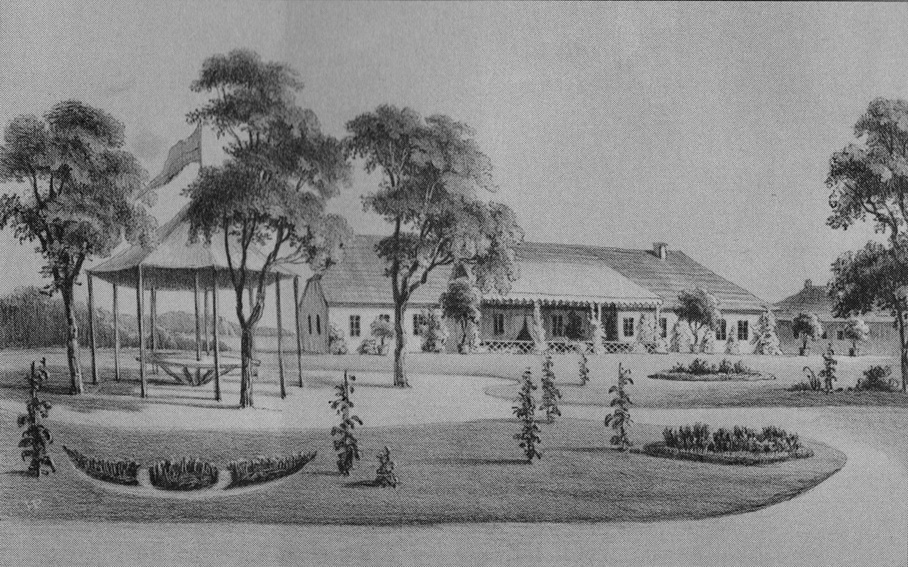
Генріх Пеєр. Двір у Плужному. 1844—1850

Первісний вигляд двору князів Яблоновських до перебудови графами Тишкевичами зафіксував під час своєї подорожі по Волині віденський художник Генріх Пеєр. Будівля була одноповерховою, з нерегулярно розташованими вікнами, з ґанком на осі будинку, накрита високим двоспадовим дахом, з одного боку фронтонний звисок. Це був типовий дерев'яний двір, яких чимало тоді існувало на східних теренах колишньої Речі Посполитої. Перед будівлею розташовувався регулярний (французький?) ландшафтний парк і альтанка. З 1740-х років плужненський двір був садибою Станіслава Вінцентія Яблоновського.

Герб графів Тишкевичів

Збудований з ініціативи графа Бенедикта Емануеля Тишкевича на місці старого двору з XVII століття в неокласицистичному стилі невідомим на ім'я архітектором. Вдало розташований на високому мисі штучно оточеному зусібіч, окрім одного боку, водоймою. Отримав сильно розчленований фасад. Складався з двох з'єднаних між собою різної висоти і вигляду двоповерхових об'ємів. Від під'їзду функцію архітектурної домінанти палацу виконувала квадратна в проєкції чотириярусна оглядова вежа, накрита плоским дахом. Головний вхід був влаштований у ґрунтовно випнутому за основний об'єм і замкненому трикутним фронтоном ризаліті, з лоджіями на партері і другому поверсі. Всередину заходили широкими при основі сходами, що складалися з кількадесяти сходинок. Вища, права сторона палацу виконувала здебільшого репрезентативну функцію, права натомість призначалася під помешкання. Від водойми до палацу прилягала об'ємна, обперта на колони тераса зі сходами до парку. Усі частини будівлі були накриті високим черепичним дахом.
У палаці зберігалися перевезені у 1850-х роках з Кривина до Плужного нумізматична колекція, архів і бібліотека Яблоновських, з рідкісними стародруками. В інтер'єрі висів портрет князя Владислава Яблоновського в чорному строї храмівника.
Простір перед головним входом займав великий кільцеподібний газон оточений широкою під'їздною дорогою. Праворуч від палацу стояв двоповерховий флігель в проєкції регулярного прямокутника, накритий звичайним чотириспадовим дахом.
У 1919 році будівля і збірки були спалені та розграбовані під час нападу на Плужне більшовиків. Згодом румовище палацу з наказу радянської влади було розібране на будівельні матеріали.
Про ці події пише у своїй автобіографічній повісті «Пожежа» польська письменниця Зофія Коссак-Щуцька, яка проживала у ці часи на Волині, в селі Новоселиця.

«Мимовільно ллються сльози жалю, застилаючи зір. На просторах зелених лук спинаються білі смуги, а через усе прядиво весело тріпоче річка. За луками велична пуща, незміряна, несходжена. За пущею узгір'я і лани. Ген, далеко, в серці пущі, славутське попелище; праворуч гордовите Плужне Тишкевичів підносить до неба обпалені стіни ніби рамена скривдженої людини. Це все — є наш край, який треба залишити… Відійдемо з тієї сторони, але на прощання — на високій горі, в тиші сердець, які б'ються — поберемо вічну віру і любов тієї землі. Поберемо її повернути, як тільки з'явиться така можливість, поберемо з нею залишитися тоді аж до кінця…» — Зофія Коссак-Щуцька, Пожежа

## Галерея

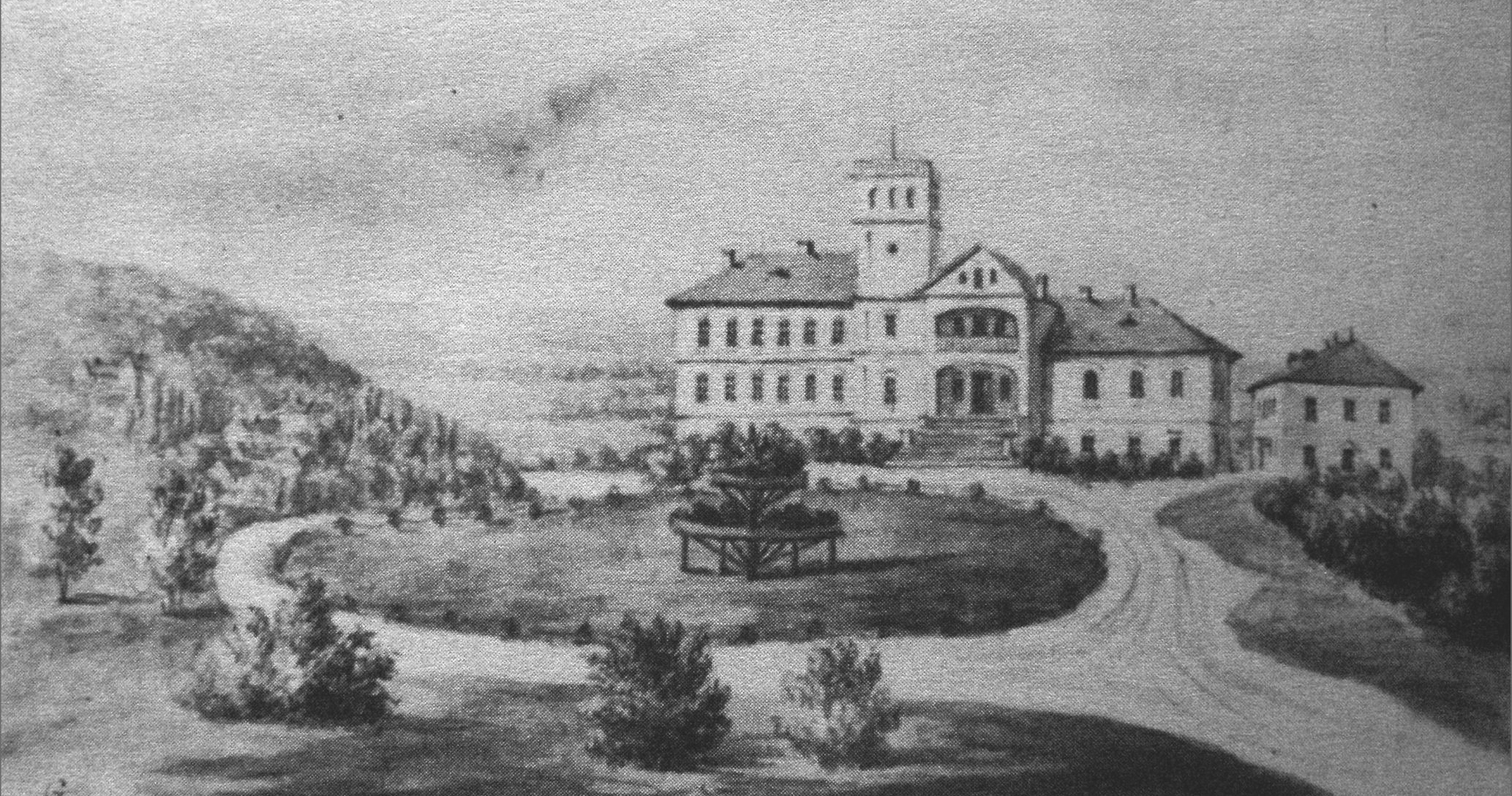
Наполеон Орда. Плужне. Палац від під'їзду. Друга половина XIX століття
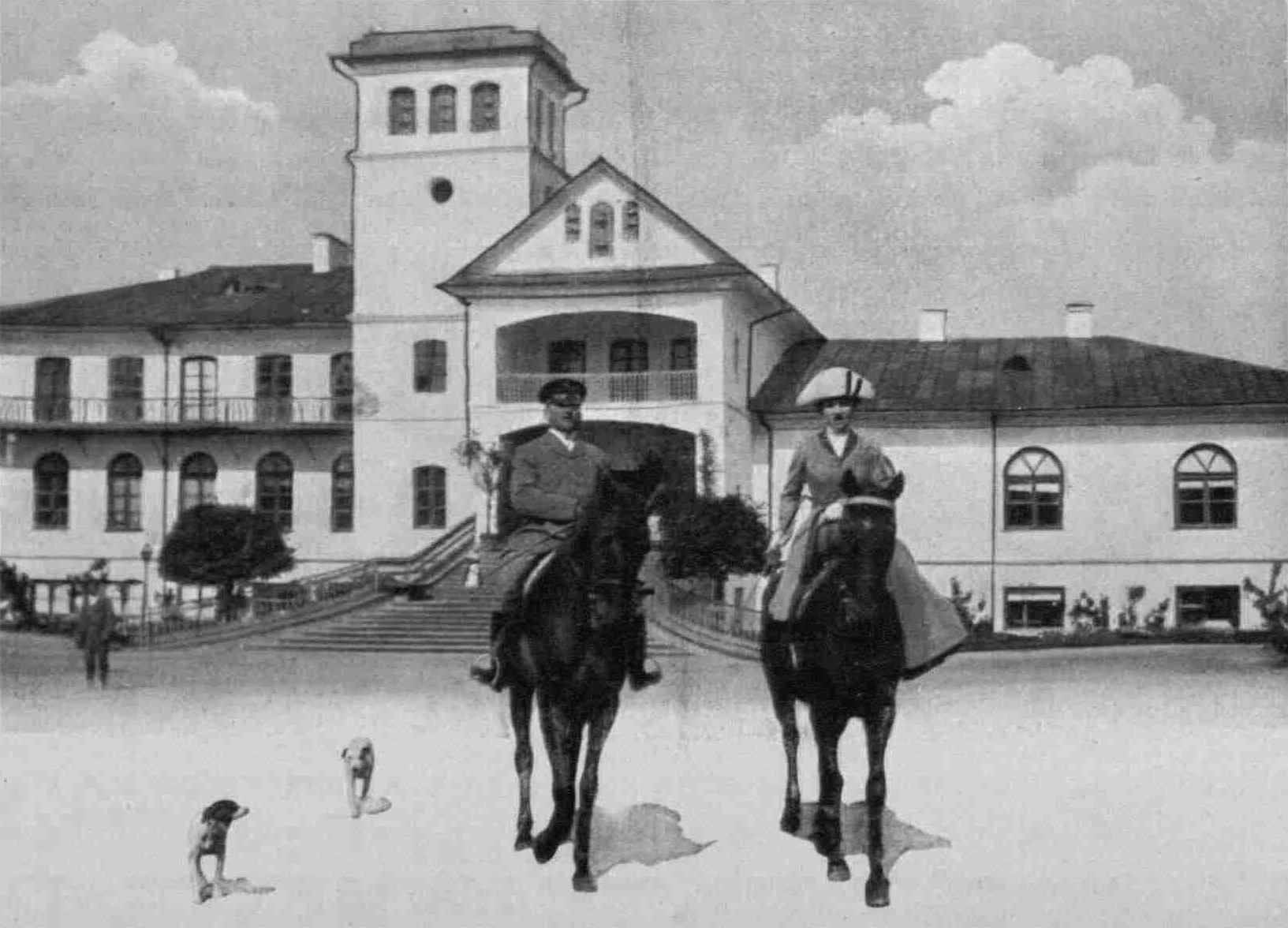
Едвард Тишкевич з дружиною Аделею верхи на тлі плужненського палацу. 1910-ті роки
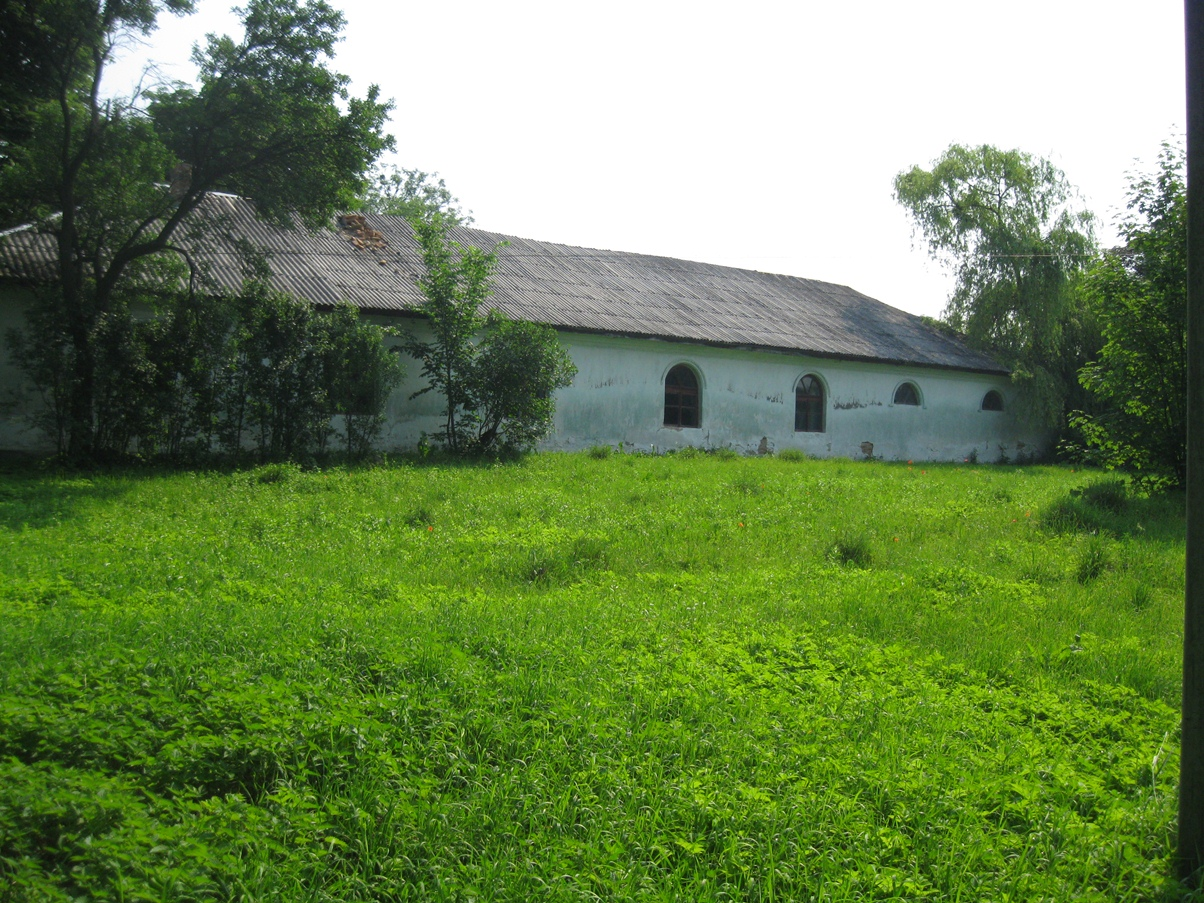
Будівля колишнього манежу
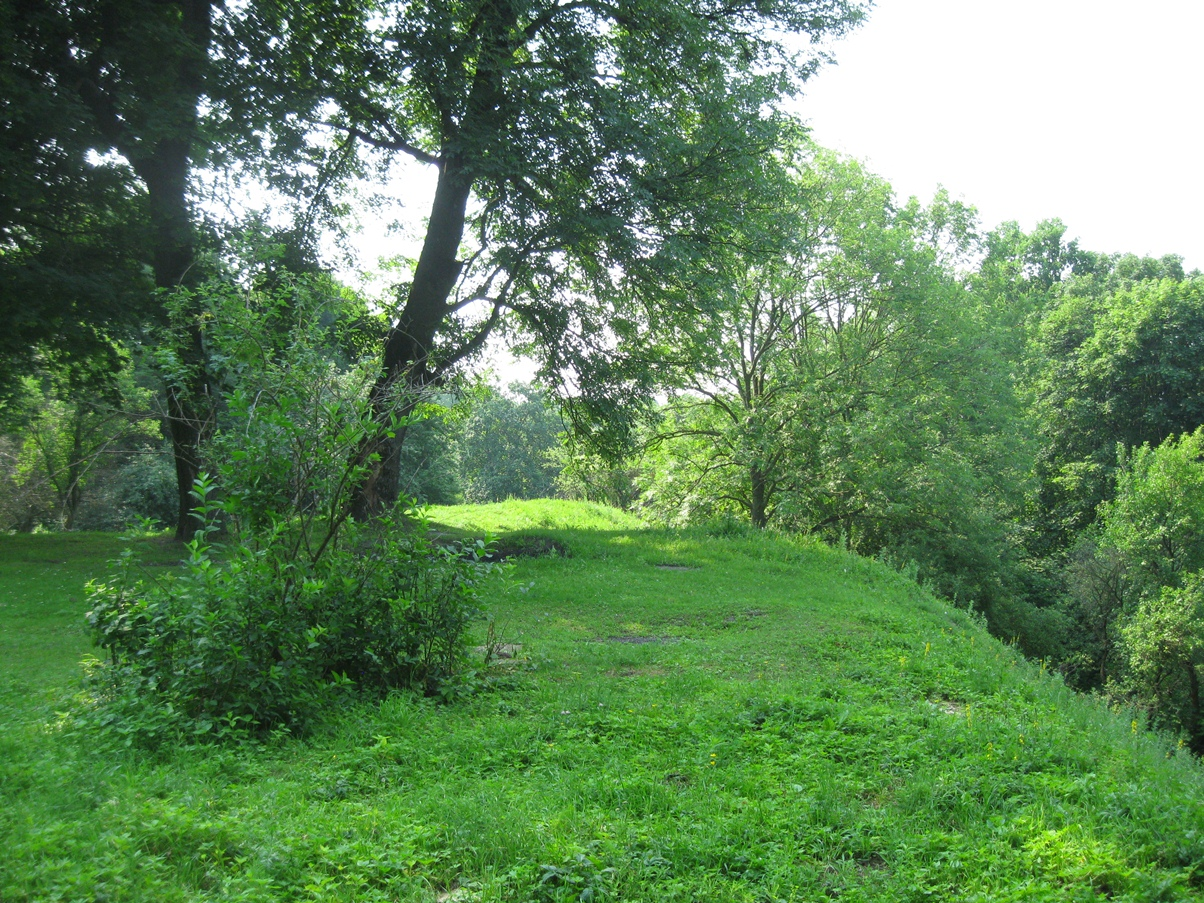
У старому парку